# Katharina Hackerová
Katharina Hackerová (* 11. ledna 1967 Frankfurt nad Mohanem) je německá spisovatelka a překladatelka z hebrejštiny. Je laureátkou Německé knižní ceny za rok 2006.

## Biografie
Od roku 1986 studovala filozofii, historii a judaistiku na univerzitě v Freiburgu a o čtyři roky později v Jeruzalémě. Posléze také několik let pracovala v Izraeli, podílela se i mimo jiné jako lektorka němčiny na projektu School for Cultural Studies v Tel Avivu.
Je vdaná, má dceru Philippu a od roku 1996 žije jako spisovatelka na volné noze v Berlíně.

### Dosud nepřeložené knihy
- 2015 – Skip: Roman. 1. vyd. S. FISCHER Verlag, 2015. 384 S.
- 2012 – Die Erdbeeren von Antons Mutter. 1. vyd. S. FISCHER Verlag, 2012. 174 S.
- 2011 – Eine Dorfgeschichte. 1. vyd. S. FISCHER Verlag, 2011. 128 S.
- 2009 – Alix, Anton und die anderen: Roman. Frankfurt am Main: Suhrkamp Verlag, 2009. 125 S.[8]
- 2007 – Überlandleitung: Prosagedichte. Frankfurt am Main: Suhrkamp, 2007. 105 S.
- 2003 – Eine Art Liebe: Roman. Frankfurt am Main: Suhrkamp. 2003. 272 S.
- 2000 – Der Bademeister: Roman. Frankfurt am Main: Suhrkamp, 2000. 207 S.
- 1998 – Morpheus oder Der Schnabelschuh: Erzählungen. Frankfurt am Main: Suhrkamp, 1998. 126 S.
- 1997 – Tel Aviv: Eine Stadterzählung. Frankfurt am Main: Suhrkamp, 1997. 160 S. – její literární prvotina

### Překlady z hebrejštiny
- Avni, Jossi. Der Garten der toten Bäume: Liebesbriefe eines Unbekannten. 2. vyd. Männerschwarm Verlag, 2014. 200 S.
- Aini, Lea. Eine muß da sein: Roman. Frankfurt am Main: Suhrkamp, 1997. 198 S.

### České překlady
- Necitové (orig. 'Die Habenichtse: Roman'). 1. vyd. Zlín : Kniha Zlín, 2010. 283 S. Překlad: Lenka Housková